# Madina (ort i Armenien)
Madina (armeniska: Մադինա) är en ort i Armenien. Den ligger i provinsen Gegharkunik, i den centrala delen av landet, 60 kilometer öster om huvudstaden Jerevan. Madina ligger 2 169 meter över havet och antalet invånare är 1 024.
Terrängen runt Madina är kuperad. Närmaste större samhälle är Geghhovit, 4,3 kilometer nordost om Madina. 
Trakten runt Madina består i huvudsak av gräsmarker. Runt Madina är det ganska tätbefolkat, med 72 invånare per kvadratkilometer.